# Castelnau-Chalosse
Castelnau-Chalosse è un comune francese di 570 abitanti situato nel dipartimento delle Landes nella regione della Nuova Aquitania.

## Società

### Evoluzione demografica
Abitanti censiti